# Барышев, Михаил Иванович
Михаи́л Ива́нович Ба́рышев (1923—1979) — советский писатель, юрист.

## Биография
Родился 30 декабря 1923 года в поморской деревне Абрамовская (Малошуйка) Онежского уезда Архангельской губернии в семье крестьянина–рыбака.
В 1928 году семья переехала на побережье Баренцева моря. В рыбачьем стане Териберка, возле Мурманска, прошли его детство и юность. Здесь он учился в школе, выходил с отцом в море.
В июле 1941 году ушёл на фронт. Закончил войну старшим сержантом под Кёнигсбергом, где был ранен. Был награждён орденом «Красной Звезды» и медалями.
После излечения учился во Всесоюзном институте иностранных языков Красной Армии, где изучал немецкий язык. Несколько лет работал школьным учителем в Борисоглебске Воронежской области. Одновременно учился в Московском заочном юридическом институте, по окончании которого в 1950 году поступает в аспирантуру. С 19 июля 1949 года работал старшим экономистом в финотделе Новокраматорского машиностроительного завода; в сентябре 1950 года стал начальником юридического бюро завода.
В 1953 году переехал в Москву, где стал работать начальником отдела в Управлении комплектации Главнефтемаша Министерства тяжёлого машиностроения. Затем занял должность старшего государственного контролёра в Министерстве Госконтроля. В 1954 году защитил диссертацию «Правовое положение банков долгосрочных вложений» и получил учёную степень кандидата юридических наук.
С 1957 по 1968 год работал: учёным секретарём в НИИ экономики строительства, с 25 июня 1959 года — главным редактором государственного издательства юридической литературы (ныне — издательство «Юридическая литература»), а с 1960 года — его директором. Преподавал в МГУ им. М. В. Ломоносова. За эти годы им было написано много научных статей, вышли в свет три монографии и два учебника для вузов в соавторстве.
В феврале 1967 года по конкурсу был избран на должность доцента кафедры советского строительства. Однако спустя год решил полностью посвятить свою жизнь творческой литературной работе.
Трагически погиб 3 августа 1979 года. Похоронен на Введенском кладбище (уч. 10).

## Литературная деятельность
В 1958 году в издательстве «Детская литература» вышла его первая книга — «Маленькие поморы», основанная на впечатлениях детства. Книга сразу привлекла к себе внимание читателей и её успех вдохновил Барышева на написание следующих книг о детях: «Выстрел в камышах» (1961), «Особый патруль» (1964), сборник рассказов «Пан-озеро». Все они в некоторой степени были автобиографичны. В журналах «Огонёк», «Смена», «Молодой колхозник» он стал печатать свои произведения для взрослой аудитории.
В 1964 году М. И. Барышев был принят в Союз писателей СССР. В 1966 году вышел роман «Листья на скалах» — о первых месяцах войны в Заполярье. Тему войны он продолжил в следующем романе — «Потом была победа» (1968).
В 1973 году появилась его книга на производственную тему — роман «Вторая половина года», который принёс автору звание лауреата Всесоюзного конкурса писателей СССР. Продолжением темы стала книга «Легко быть добрым». Некоторые книги М. И. Барышева были изданы за границей — в Германии, Болгарии, Чехии, Польше.
15 июня 1978 года был утверждён секретарём парткома Московской писательской организации Союза писателей РСФСР.